# كينيث إو. مورغان
كينيث إو. مورغان (بالإنجليزية: Kenneth O. Morgan) (و. 1934  م) هو مؤرخ، ومؤلف، وأستاذ جامعي، وكاتب بريطاني، هو عضوٌ حزب العمال، هو عضوٌ في الأكاديمية البريطانية.

## مناصب
تولى منصب عضو مجلس اللوردات.

## جوائز
حصل على جوائز منها:
- زمالة الأكاديمية البريطانية